# ستاينر يوهانسن
ستاينر يوهانسن (بالنرويجية البوكمول: Steinar Johannessen)‏ هو لاعب كرة قدم نرويجي في مركز مهاجم ‏، ولد في 1936، وتوفي في 30 يوليو 2019. شارك مع منتخب النرويج تحت 21 سنة لكرة القدم ومنتخب النرويج لكرة القدم. أما مع النوادي، فقد لعب مع فريغ أوسلو ‏.

## وصلات خارجية
- ستاينر يوهانسن على موقع قاعدة بيانات كرة القدم.إي يو (الإنجليزية)
- ستاينر يوهانسن على موقع عالم كرة القدم.نت (الإنجليزية)